# La Blonde de mes rêves
Pour plus de détails, voir Fiche technique et Distribution.
La Blonde de mes rêves (My Favorite Blonde) est un film américain en noir et blanc réalisé par Sidney Lanfield, sorti en 1942. 

## Synopsis
Pendant la seconde guerre, Karen, une espionne anglaise, débarque incognito à New York pour effectuer une mission secrète. Afin d'échapper à des poursuivants, elle se cache dans un théâtre de variétés. Là, elle rencontre Larry, un comédien qui y travaille. Karen voit en lui l'occasion de parfaire sa couverture, aussi séduit-elle Larry. Larry obtient un contrat pour se produire à Hollywood, et Karen l'accompagne sur le quai de la gare. Elle cache dans les bagages de Larry une bague avec un microfilm qui contient les plans d'une nouvelle bombe révolutionnaire. Mais Larry ne sait pas qu'il est surveillé par deux agents nazis cruels, Madame Stephanie Runick et le docteur Hugo Streger. Ils montent dans le train...

## Fiche technique
- Titre français : La Blonde de mes rêves
- Titre original : My Favorite Blonde
- Réalisation : Sidney Lanfield
- Scénario : Don Hartman et Frank Butler (scénario) ; Melvin Frank et Norman Panama (histoire)
- Producteur : Paul Jones
- Société de production : Paramount Pictures
- Société de distribution : Paramount Pictures
- Photographie : William C. Mellor
- Montage : William Shea
- Musique : David Buttolph
- Pays d'origine : États-Unis
- Format : Noir et blanc — 35 mm — 1,37:1 — Son : Mono (Western Electric Mirrophonic Recording)
- Genre : Film d'espionnage
Film de guerre
Comédie
- Durée : 78 minutes
- Dates de sortie : 
  - États-Unis : 2 avril 1942
  - France : 28 juillet 1950
- Affiche : Boris Grinsson (France)

## Distribution
- Bob Hope : Larry Haines
- Madeleine Carroll : Karen Bentley
- Gale Sondergaard : Madame Stephanie Runick
- George Zucco : Dr Hugo Streger
- Lionel Royce : Karl
- Walter Kingsford : Dr Wallace Faber
- Victor Varconi : Miller
- Otto Reichow : Lanz
- Esther Howard : Mme Topley
- Edward Gargan : Mulrooney
- James Burke : Secrétaire à l'Union Hall
- Charles Cane : Turk O'Flaherty
- Crane Whitley : Ulrich, l'acolyte
- Dudley Dickerson, Dooley Wilson : Porteurs
- Milton Parsons : Employé des pompes funèbres
- Bing Crosby (caméo) : un homme devant l'Union Hall

## Source
- La Blonde de mes rêves sur EncycloCiné